# Звеничівське городище
Звеничівське городище VI–IV ст. до н. е. Знаходиться за 2,3 км від східної околиці с. Звеничева Ріпкинського району в урочищі Південний Замглай. 
Відкрите 1976 р. Майданчик городища має близьку до квадрата форму. Оточений валом (ширина — 10-15 м, висота — 1,5 м). У культурному шарі (товщина — 0,2-0,4 м), що знаходиться під шаром торфу, зустрічаються фрагменти ліпної кераміки, вугілля, кістки тварин. Це типове болотне городище милоградської культури (V–III ст. до н. е.). Матеріали зберігаються в Чернігівському історичному музеї.